# Oenoptila recessa
Oenoptila recessa là một loài bướm đêm trong họ Geometridae.